# Shots (Neil Young)
Shots is een lied dat werd geschreven door Neil Young. Samen met Crazy Horse bracht hij het in 1981 uit op het album Re-ac-tor. Daarnaast verscheen het in Italië op een Jukebox-single. Op deze single staan twee A-kanten, waarvan de andere ingevuld is door oud Who-bassist John Entwistle met zijn new wave-ballad Too late the hero. Op het album zet Young zich uitgerekend af tegen de opkomst van new wave.
Shots sluit het album Re-ac-tor af dat nog gemaakt is bij Reprise Records. Hierna volgde een periode waarin Young bij Geffen Records experimenteerde met andere muziekstijlen.
Dit nummer valt echter nog binnen de grunge waarvan hij en Crazy Horse als grondleggers worden gezien. In het lied is afwisselend een gezamenlijk hardrockende distortion te horen, met rustige fases waarin Young zingt. Daarnaast worden er geluidseffecten gebruikt, van claxonerende auto's tot en met vuurwapengeschut.
Young speelde het nummer ook wel akoestisch, zoals tijdens een liveshow in The Boarding House in San Francisco in 1978.
Hij schreef het nummer in 1978. William Ruhlmann legt in een review op AllMusic een verband tussen de hoge kwaliteit van dit nummer ten opzichte van de rest van het album. Aan het begin van de jaren tachtig zou Youngs aandacht meer uitgaan naar de omgang met zijn gehandicapte zoon dan naar het maken van muziek.